# De Mijl
De Mijl est une ancienne seigneurie et une ancienne commune
néerlandaise située essentiellement sur l'île de Dordrecht et partiellement dans le Hoeksche Waard.
Au Moyen Âge, De Mijl était une seigneurie située dans le Tieselenswaard au sud-ouest de Dordrecht. Quoique les inondations de la Sainte-Élisabeth eussent complètement noyé les terres en 1421, les droits et privilèges de la seigneurie subsistèrent. Lorsqu'au cours des XVIe et XVIIe siècles, certaines parties de l'ancienne seigneurie refirent surface, les seigneurs héréditaires de De Mijl entreprirent d'assécher leur territoire et de créer de nouveaux polders. Le plus connu des seigneurs de De Mijl de l'époque était Arend Cornelisz., bourgmestre de Dordrecht et depuis 1554 également bailli de Dubbeldam. De Mijl fut reconquis sur les eaux, mais était désormais divisé en deux par le Dordtsche Kil.  
Après l'époque de l'Empire français, De Mijl devenait une commune au caractère très campagnard, et surtout sans village. La commune était également connue sous le nom de De Mijl, Krabbe en Nadort. Krabbe était probablement seulement un cours d'eau, Nadort était un hameau. La commune était entourée par les communes de Dordrecht au nord, Wieldrecht au sud et Dubbeldam à l'est ; en plus, l'exclave du château de Crabbehoff et ses terres, appartenant à la commune de De Mijl, était située dans Dubbeldam. 
À cause du nombre réduit d'habitants et de l'absence d'un village, la commune a été rattachée à Dubbeldam le 15 avril 1857, en même temps que Wieldrecht. La partie du territoire située sur l'autre rive du Dordtsche Kil était rattachée à la commune de 's-Gravendeel. 
De nos jours, le territoire historique de De Mijl est occupé par les expansions de la ville de Dordrecht. Son nom revit seulement dans le nom d'une zone industrielle au sud-ouest de Dordrecht.